# Natura (album)
Natura – trzeci album zespołu Golden Life wydany w 17 listopada 1994 roku, nakładem wytwórni Zic Zac.

## Lista utworów
1. "Intro" - 2:02
2. "Natura" - 4:13
3. "What to say" - 3:54
4. "Niebo" - 4:44
5. "Żonkil" - 4:17
6. "Ptasiek" - 4:29
7. "Kremowy" - 3:26
8. "Krzyk" - 3:39
9. "Brzydal" - 4:22
10. "Każdy nowy dzień" - 3:32
11. "Ptak i drzewo" - 4:54
12. "Skrzydła" - 5:08